# Департамент кримінальних розслідувань армії США
Департамент кримінальних розслідувань армії США (англ. Department of the Army Criminal Investigation Division (CID), раніше відомий як Командування кримінальних розслідувань армії США (USACIDC) — є основним федеральним правоохоронним органом Департаменту армії США. Його головною функцією є розслідування тяжких злочинів і серйозних порушень військового законодавства та Кодексу США в армії США. Департамент є незалежним федеральним правоохоронним органом зі слідчою автономією. Спеціальні агенти CID, як військові, так і цивільні, підпорядковуються через систему командування CID директору CID, який підпорядковується безпосередньо заступнику міністра армії та міністру армії. На відміну від своїх колег в OSI та NCIS, CID армії не виконує обов'язків щодо контррозвідки.
Департамент не висуває особам звинувачення у злочинах; натомість CID розслідує звинувачення та передає офіційні висновки відповідному командному та юридичному органу для розгляду та ухвалення рішення. CID здійснює юрисдикцію щодо військового персоналу, підозрюваного у злочинах згідно з Єдиним кодексом військової юстиції, а також цивільного персоналу, якщо є ймовірні підстави вважати, що особа вчинила злочин згідно з кримінальним законодавством Сполучених Штатів, який пов'язаним із Міністерством оборони. Спеціальними агентами CID можуть бути військовослужбовці (сержанти або ворент-офіцери) або цивільний персонал, приведений до присяги.
В американській армії Департамент кримінальних розслідувань має виключну юрисдикцію щодо розслідування всіх серйозних злочинів тяжкого рівня, за винятком певних злочинів проти національної безпеки, таких як шпигунство, державна зрада та певні аспекти міжнародного тероризму. Розслідування цих злочинів у межах армії покладено на Контррозвідку армії США (ACI), хоча спільні та паралельні розслідування можуть і відбуваються залежно від конкретних обставин (найчастіше розслідування тероризму).